# Jean-Pierre Brucato
Jean-Pierre Brucato (Créteil, 7 aprile 1944 – Lisieux, 22 marzo 1998) è stato un calciatore francese, di ruolo difensore.

## Palmarès

### Competizioni nazionali
- Coppa di Francia: 1

Rennes: 1964-1965